# Południowa Afryka na Letnich Igrzyskach Olimpijskich 2012
Południową Afrykę na Letnich Igrzyskach Olimpijskich 2012, które odbyły się w Londynie, reprezentowało 126 zawodników. Zdobyli oni 6 medali: 4 złote, 1 srebrny i 1 brązowy, zajmując 20 miejsce w klasyfikacji medalowej.
Był to osiemnasty start reprezentacji Południowej Afryki na letnich igrzyskach olimpijskich.

## Zdobyte medale
| Medal  | Zawodnik                                                | Dyscyplina    | Konkurencja                                | Rezultat | Data        |
| ------ | ------------------------------------------------------- | ------------- | ------------------------------------------ | -------- | ----------- |
| Złoto  | Cameron van der Burgh                                   | Pływanie      | 100 m stylem klasycznym mężczyzn           | 58.46 WR | 29 lipca    |
| Złoto  | Chad le Clos                                            | Pływanie      | 200 m stylem motylkowym mężczyzn           | 1:52.96  | 31 lipca    |
| Złoto  | James Thompson Matthew Brittain John Smith Sizwe Ndlovu | Wioślarstwo   | czwórka bez sternika wagi lekkiej mężczyzn | 6:02.84  | 2 sierpnia  |
| Złoto  | Caster Semenya                                          | Lekkoatletyka | bieg na 800 m kobiet                       | 1:57.23  | 11 sierpnia |
| Srebro | Chad le Clos                                            | Pływanie      | 100 m stylem motylkowym mężczyzn           | 51.44    | 3 sierpnia  |
| Brąz   | Bridgitte Hartley                                       | Kajakarstwo   | K-1 500 m kobiet                           | 1:52.923 | 9 sierpnia  |

## Reprezentanci

### Badminton
| Zawodnik                        | Konkurencja           | Faza grupowa                 | Faza grupowa                | Faza grupowa                    | Faza grupowa | Eliminacje       | Ćwierćfinał                     | Półfinał         | Finał/MB         | Finał/MB |
| Zawodnik                        | Konkurencja           | Przeciwnik Wynik             | Przeciwnik Wynik            | Przeciwnik Wynik                | Pozycja      | Przeciwnik Wynik | Przeciwnik Wynik                | Przeciwnik Wynik | Przeciwnik Wynik | Pozycja  |
| ------------------------------- | --------------------- | ---------------------------- | --------------------------- | ------------------------------- | ------------ | ---------------- | ------------------------------- | ---------------- | ---------------- | -------- |
| Dorian James Willem Viljoen     | Gra podwójna mężczyzn | Boe / Mogensen P 6-21, 12-21 | Chai / Guo P 8-21, 13–21    | Iwanow / Sozonow P 13-21, 15–21 | 4            | NQ               | NQ                              | NQ               | NQ               | NQ       |
| Michelle Edwards Annari Viljoen | Gra podwójna kobiet   | Choo / Veeran P 9-21, 7-21   | Ha JE / Kim MJ P 8-21, 7–21 | Jauhari / Polii P 18-21, 10-21  | 2            | —                | Sorokina / Wisłowa P 9-21, 7-21 | NQ               | NQ               | NQ       |

### Boks
Mężczyźni
| Zawodnik         | Konkurencja                | 1/16             | 1/8              | Ćwierćfinały     | Półfinały        | Finał            | Finał   |
| Zawodnik         | Konkurencja                | Przeciwnik Wynik | Przeciwnik Wynik | Przeciwnik Wynik | Przeciwnik Wynik | Przeciwnik Wynik | Pozycja |
| ---------------- | -------------------------- | ---------------- | ---------------- | ---------------- | ---------------- | ---------------- | ------- |
| Ayabonga Sonjica | Waga kogucia (do 56 kg)    | Dalakliew P 6-15 | NQ               | NQ               | NQ               | NQ               | NQ      |
| Siphiwe Lusizi   | Waga półśrednia (do 69 kg) | Ahmed W 17-13    | Maestre P 13-18  | NQ               | NQ               | NQ               | NQ      |

### Hokej na trawie

#### Mężczyźni
Reprezentacja Południowej Afryki zajęła ostatnie, szóste miejsce w rozgrywkach grupy A turnieju olimpijskiego, remisując jeden mecz i doznając czterech porażek. W meczu o 11. miejsce pokonała reprezentację Indii.
Faza grupowa
Grupa A
Wyniki
Faza pucharowa
Mecz o 11 miejsce
| 11 sierpnia 20128:30 WET | Południowa Afryka                                            | 3:2 | Indie                                        |  |
| 11 sierpnia 20128:30 WET | Andrew Cronje 7' Timothy Drummond 33' Lloyd Norris-Jones 64' | 3:2 | 13' (kar.) Sandeep Singh 66' Dharamvir Singh |  |
| 11 sierpnia 20128:30 WET | Lloyd Norris-Jones 31' · Timothy Drummond 38'                | 3:2 | 28' S. K. Uthappa · 33' V. R. Raghunath      |  |

Skład
1. Jonathan Robinson
2. Wade Paton
3. Andrew Cronje
4. Lloyd Madsen
5. Austin Smith
7. Timothy Drummond
8. Marvin Harper
9. Julian Hykes
10. Lloyd Norris-Jones
11. Lance Louw
14. Rhett Halkett
18. Thornton McDade
23. Erasmus Pieterse
25. Justin Reid-Ross
29. Ian Haley
30. Taine Paton
31. Clinton Panther
Trener
Gregg Clark

#### Kobiety
Reprezentacja Południowej Afryki zajęła piąte miejsce w rozgrywkach grupy B turnieju olimpijskiego, wygrywając jeden mecz i doznając czterech porażek. W meczu o 9. miejsce przegrała z reprezentacją Japonii.
Faza grupowa
Grupa B
Wyniki
Faza pucharowa
Mecz o 9 miejsce
| 8 sierpnia 20128:30 WET | Japonia                                                                                        | 2:1 (pd.) | Południowa Afryka                                             |  |
| 8 sierpnia 20128:30 WET | Ai Murakami 62' (kar.), 79' (kar.)                                                             | 2:1 (pd.) | 26' (kar.) Lisa Marie Deetlefs                                |  |
| 8 sierpnia 20128:30 WET | Sachimi Iwao 12' · Akane Shibata 27' · Nagisa Hayashi 33' · Sachimi Iwao 50' · Kaori Fujio 71' | 2:1 (pd.) | 55' Lesle-Ann George · 63' Kate Woods · 66' Bernadette Coston |  |

Skład
1. Mariette Rix
3. Kate Woods
7. Illse Davids
8. Marsha Marescia
10. Shelley Russell
12. Dirkie Chamberlain
13. Lisa-Marie Deetlefs
15. Pietie Coetzee
16. Jennifer Wilson
17. Lesle-Ann George
20. Nicolene Terblanche
21. Lenise Marais
22. Kathleen Taylor
23. Bernadette Coston
29. Tarryn Bright
30. Sulette Damons
Trener
Giles Bonnet

### Jeździectwo

#### WKKW
| Zawodnik            | Koń  | Konkurencja   | Ujeżdżenie | Ujeżdżenie | Kross | Kross | Skoki przez przeszkody | Skoki przez przeszkody | Skoki przez przeszkody | Skoki przez przeszkody | Razem | Razem   |
| Zawodnik            | Koń  | Konkurencja   | Ujeżdżenie | Ujeżdżenie | Kross | Kross | Kwalifikacje           | Kwalifikacje           | Finał                  | Finał                  | Razem | Razem   |
| Zawodnik            | Koń  | Konkurencja   | Kary       | M.         | Kary  | M.    | Kary                   | M.                     | Kary                   | M.                     | Kary  | Pozycja |
| ------------------- | ---- | ------------- | ---------- | ---------- | ----- | ----- | ---------------------- | ---------------------- | ---------------------- | ---------------------- | ----- | ------- |
| Alexander Peternell | Asih | Indywidualnie | 70.40      | 72.        | 46.00 | 56.   | 7.00                   | =27                    | NQ                     | NQ                     | 123.4 | 49.     |

### Judo
Mężczyźni
| Zawodnik       | Konkurencja | 1/32             | 1/16               | 1/8              | Ćwierćfinały     | Półfinały        | Repesaż 1        | Repesaż 2        | Repesaż 3        | Finał            | Finał   |
| Zawodnik       | Konkurencja | Przeciwnik Wynik | Przeciwnik Wynik   | Przeciwnik Wynik | Przeciwnik Wynik | Przeciwnik Wynik | Przeciwnik Wynik | Przeciwnik Wynik | Przeciwnik Wynik | Przeciwnik Wynik | Pozycja |
| -------------- | ----------- | ---------------- | ------------------ | ---------------- | ---------------- | ---------------- | ---------------- | ---------------- | ---------------- | ---------------- | ------- |
| Gideon van Zyl | Do 73 kg    |                  | Orucov P 0101–1000 | NQ               | NQ               | NQ               | NQ               | NQ               | NQ               | NQ               | NQ      |

### Kajakarstwo

#### Kajakarstwo klasyczne
| Zawodnik          | Konkurencja | Eliminacje | Eliminacje | Półfinały | Półfinały | Finał    | Finał   |
| Zawodnik          | Konkurencja | Czas       | Pozycja    | Czas      | Pozycja   | Czas     | Pozycja |
| ----------------- | ----------- | ---------- | ---------- | --------- | --------- | -------- | ------- |
| Bridgitte Hartley | K-1 500 m   | 1:53.051   | 2.         | 1:51.286  | 1.        | 1:52.923 | brąz    |
| Tiffany Kruger    | K-1 200 m   | 46.122     | 7.         | NQ        | NQ        | NQ       | NQ      |

### Kolarstwo

#### Kolarstwo BMX
| Zawodnik      | Konkurencja | Eliminacje | Eliminacje | Ćwierćfinał | Ćwierćfinał | Półfinał | Półfinał | Finał | Finał   |
| Zawodnik      | Konkurencja | Wynik      | Pozycja    | Wynik       | Pozycja     | Wynik    | Pozycja  | Wynik | Pozycja |
| ------------- | ----------- | ---------- | ---------- | ----------- | ----------- | -------- | -------- | ----- | ------- |
| Sifiso Nhlapo | Mężczyźni   | 40.788     | 30.        | 27          | 8.          | NQ       | NQ       | NQ    | NQ      |

#### Kolarstwo górskie
| Zawodnik          | Konkurencja            | Czas    | Pozycja |
| ----------------- | ---------------------- | ------- | ------- |
| Burry Stander     | Cross-country mężczyzn | 1:29:37 | 5.      |
| Phillip Buys      | Cross-country mężczyzn | 1:40:11 | 35.     |
| Candice Neethling | Cross-country kobiet   | 1:45:03 | 28.     |

#### Kolarstwo szosowe
Mężczyźni
| Zawodnik    | Konkurencja                | Czas    | Pozycja |
| ----------- | -------------------------- | ------- | ------- |
| Daryl Impey | Wyścig ze startu wspólnego | 5:46:37 | 40.     |

Kobiety
| Zawodniczka          | Konkurencja                | Czas     | Pozycja |
| -------------------- | -------------------------- | -------- | ------- |
| Robyn de Groot       | Wyścig ze startu wspólnego | OTL      | OTL     |
| Ashleigh Moolman     | Wyścig ze startu wspólnego | 3:35:56  | 16.     |
| Ashleigh Moolman     | Jazda indywidualna na czas | 42:23.57 | 24.     |
| Joanna van de Winkel | Wyścig ze startu wspólnego | 3:35:56  | 28.     |

#### Kolarstwo torowe
| Zawodnik            | Konkurencja     | Kwalifikacje  | Kwalifikacje | Runda 1         | Repesaż 1                      | Runda 2         | Repesaż 2            | Ćwierćfinały    | Półfinały       | Finał                      | Finał   |
| Zawodnik            | Konkurencja     | Czas Prędkość | Pozycja      | Przeciwnik Czas | Przeciwnik Czas                | Przeciwnik Czas | Przeciwnik Czas      | Przeciwnik Czas | Przeciwnik Czas | Przeciwnik Czas            | Pozycja |
| ------------------- | --------------- | ------------- | ------------ | --------------- | ------------------------------ | --------------- | -------------------- | --------------- | --------------- | -------------------------- | ------- |
| Bernard Esterhuizen | Sprint mężczyzn | 10.350 69.565 | 15.          | Förstemann P    | Mazquiaran Zhang 10.762 66.902 | Kenny P         | Förstemann Kelemen P | NQ              | NQ              | Nakagawa Kelemen Canelón P | 11.     |

### Lekkoatletyka

#### Mężczyźni
Konkurencje biegowe
| Konkurencja                | Zawodnik                                                                     | Runda 1  | Runda 1 | Runda 2  | Runda 2 | Półfinał | Półfinał | Finał    | Finał   |
| Konkurencja                | Zawodnik                                                                     | Rezultat | Pozycja | Rezultat | Pozycja | Rezultat | Pozycja  | Rezultat | Pozycja |
| -------------------------- | ---------------------------------------------------------------------------- | -------- | ------- | -------- | ------- | -------- | -------- | -------- | ------- |
| Bieg na 200 m              | Anaso Jobodwana                                                              |          |         | 20.46    | 2.      | 20.27    | 2.       | 20.69    | 8.      |
| Bieg na 400 m              | Oscar Pistorius                                                              | —        | —       | 45.44    | 2.      | 46.54    | 8.       | NQ       | NQ      |
| Bieg na 800 m              | André Olivier                                                                | —        | —       | 1:46.42  | 3.      | 1:45.44  | 5.       | NQ       | NQ      |
| Bieg na 110 m przez płotki | Lehann Fourie                                                                | —        | —       | 13.49    | 2.      | 13.28    | 3.       | 13.53    | 7.      |
| Bieg na 400 m przez płotki | Cornel Fredericks                                                            | —        | —       | 52.29    | 8.      | NQ       | NQ       | NQ       | NQ      |
| Bieg na 400 m przez płotki | Louis van Zyl                                                                | —        | —       | 50.31    | 6.      | NQ       | NQ       | NQ       | NQ      |
| Maraton                    | Lusapho April                                                                | —        | —       | —        | —       | —        | —        | 2:19:00  | 43.     |
| Maraton                    | Stephen Mokoka                                                               | —        | —       | —        | —       | —        | —        | 2:19:52  | 49.     |
| Maraton                    | Coolboy Ngamole                                                              | —        | —       | —        | —       | —        | —        | DNF      | DNF     |
| Chód na 50 km              | Marc Mundell                                                                 | —        | —       | —        | —       | —        | —        | 3:55:32  | 32.     |
| Sztafeta 4 × 400 m         | Shaun de Jager Ofentse Mogawane Oscar Pistorius Willem de Beer Louis van Zyl | DNF      | DNF     | —        | —       | —        | —        | 3:03.46  | 8.      |

Konkurencje techniczne
| Konkurencja   | Zawodnik               | Eliminacje | Eliminacje | Finał    | Finał   |
| Konkurencja   | Zawodnik               | Rezultat   | Pozycja    | Rezultat | Pozycja |
| ------------- | ---------------------- | ---------- | ---------- | -------- | ------- |
| Skok w dal    | Godfrey Khotso Mokoena | 8,02       | 7.         | 7,93     | 8.      |
| Dziesięciobój | Willem Coertzen        | —          | —          | 8173     | 9.      |

#### Kobiety
Konkurencje biegowe
| Konkurencja   | Zawodniczka       | Runda 1  | Runda 1 | Runda 2  | Runda 2 | Półfinał | Półfinał | Finał    | Finał   |
| Konkurencja   | Zawodniczka       | Rezultat | Pozycja | Rezultat | Pozycja | Rezultat | Pozycja  | Rezultat | Pozycja |
| ------------- | ----------------- | -------- | ------- | -------- | ------- | -------- | -------- | -------- | ------- |
| Bieg na 800 m | Caster Semenya    | —        | —       | 2:00.71  | 2.      | 1:57.67  | 1.       | 1:57.23  | złoto   |
| Maraton       | Rene Calmer       | —        | —       | —        | —       | —        | —        | 2:30:51  | 35.     |
| Maraton       | Tanith Maxwell    | —        | —       | —        | —       | —        | —        | 2:40:27  | 81.     |
| Maraton       | Irvette van Blerk | —        | —       | —        | —       | —        | —        | DNF      | DNF     |

Konkurencje techniczne
| Konkurencja    | Zawodniczka     | Eliminacje | Eliminacje | Finał    | Finał   |
| Konkurencja    | Zawodniczka     | Rezultat   | Pozycja    | Rezultat | Pozycja |
| -------------- | --------------- | ---------- | ---------- | -------- | ------- |
| Rzut oszczepem | Sunette Viljoen | 65.92      | 3.         | 64.53    | 4.      |

### Łucznictwo
Kobiety
| Zawodniczka   | Konkurencja   | Runda rankingowa | Runda rankingowa | 1/32                | 1/16                | 1/8                 | Ćwierćfinały        | Półfinały           | Finał               | Finał   |
| Zawodniczka   | Konkurencja   | Wynik            | Seed             | Przeciwniczka Wynik | Przeciwniczka Wynik | Przeciwniczka Wynik | Przeciwniczka Wynik | Przeciwniczka Wynik | Przeciwniczka Wynik | Pozycja |
| ------------- | ------------- | ---------------- | ---------------- | ------------------- | ------------------- | ------------------- | ------------------- | ------------------- | ------------------- | ------- |
| Karen Hultzer | Indywidualnie | 631              | 46.              | Lionetti(19.) P 2-6 | NQ                  | NQ                  | NQ                  | NQ                  | NQ                  | NQ      |

### Piłka nożna
Turniej kobiet
Reprezentacja Południowej Afryki w piłce nożnej kobiet brała udział w rozgrywkach grupy F turnieju olimpijskiego, remisując jeden mecz i dwa przegrywając. Nie awansowała do dalszej fazy turnieju.
Grupa F
| Zespół            | M | Z | R | P | GZ | GS | GR | Pkt |
| ----------------- | - | - | - | - | -- | -- | -- | --- |
| Szwecja           | 3 | 1 | 2 | 0 | 6  | 3  | +3 | 5   |
| Japonia           | 3 | 1 | 2 | 0 | 2  | 1  | +1 | 5   |
| Kanada            | 3 | 1 | 1 | 1 | 6  | 4  | +2 | 4   |
| Południowa Afryka | 3 | 0 | 1 | 2 | 1  | 7  | −6 | 1   |

| 25 lipca 2012 | Szwecja                                                        | 4:1   | Południowa Afryka |                                                                           |
| 20:45 CET     | Nilla Fischer 7' · Lisa Dahlkvist 20' · Lotta Schelin 21', 63' | (3:0) | 60' Portia Modise | City of Coventry Stadium, Coventry Widzów: 18 290 Sędzia: Salomé di Iorio |

| 28 lipca 2012 | Kanada                                            | 3:0   | Południowa Afryka |                                                                              |
| 15:45 CET     | Melissa Tancredi 7' · Christine Sinclair 21', 63' | (1:0) |                   | City of Coventry Stadium, Coventry Widzów: 14 753 Sędzia: Christina Pedersen |

| 31 lipca 2012 | Japonia | 0:0   | Południowa Afryka |                                                                   |
| 15:30 CET     |         | (0:0) |                   | Millennium Stadium, Cardiff Widzów: 24 202 Sędzia: Efthalia Mitsi |

Skład
Trener: Joseph Mkhonza
| Nr | Imię i nazwisko    | Data urodzenia (wiek) | Klub                               | Pozycja |
| -- | ------------------ | --------------------- | ---------------------------------- | ------- |
| 1  | Roxanne Barker     | 06.05.1991 (21)       | Pepperdine University              | B       |
| 2  | Robyn Moodaly      | 16.06.1994 (18)       | High Performace Center             | P       |
| 3  | Nothando Vilakazi  | 28.10.1988 (23)       | Palace Super Falcons               | O       |
| 4  | Amanda Sister      | 1.03.1990 (22)        | Liverpool                          | O       |
| 5  | Janine van Wyk     | 17.04.1987 (25)       | Palace Super Falcons               | O       |
| 6  | Zamandosi Cele     | 26.12.1990 (21)       | Durban                             | O       |
| 7  | Leandra Smeda      | 22.07.1989 (23)       | Cape Town Roses                    | P       |
| 8  | Kylie Louw         | 15.01.1989 (23)       | Stephen F. Austin State University | P       |
| 9  | Amanda Dlamini (c) | 22.07.1988 (24)       | University of Johannesburg         | P       |
| 10 | Marry Ntsweng      | 19.12.1989 (22)       | Tshwane University                 | P       |
| 11 | Foko Matlou        | 30.09.1985 (26)       | University of Johannesburg         | N       |
| 12 | Portia Modise      | 20.06.1983 (29)       | Palace Super Falcons               | N       |
| 13 | Gabisile Hlumbane  | 20.12.1986 (25)       | Kovsies                            | P       |
| 14 | Sanah Mollo        | 30.01.1987 (25)       | Bloemfontein Celtic                | N       |
| 15 | Refiloe Jane       | 04.08.1992 (19)       | Mamelodi Sundowns                  | O       |
| 16 | Mpumi Nyandeni     | 19.08.1987 (24)       | WFC Rossiyanka                     | P       |
| 17 | Andisiwe Mgcoyi    | 3.07.1988 (23)        | Mamelodi Sundowns                  | N       |
| 18 | Thokozile Mndaweni | 8.08.1981 (30)        | University of Johannesburg         | B       |

### Pływanie
Mężczyźni
| Zawodnik                                                       | Konkurencja               | Eliminacje | Eliminacje | Półfinał | Półfinał | Finał     | Finał   |
| Zawodnik                                                       | Konkurencja               | Czas       | Miejsce    | Czas     | Miejsce  | Czas      | Miejsce |
| -------------------------------------------------------------- | ------------------------- | ---------- | ---------- | -------- | -------- | --------- | ------- |
| Charl Crous                                                    | 100 m st. grzbietowym     | 55.37      | =32.       | NQ       | NQ       | NQ        | NQ      |
| Heerden Herman                                                 | 400 m st. dowolnym        | 3:57.28    | 25.        |          |          | NQ        | NQ      |
| Heerden Herman                                                 | 1500 m st. dowolnym       | 15:25.71   | 21.        |          |          | NQ        | NQ      |
| Chad le Clos                                                   | 100 m st. motylkowym      | 51.54      | 1.         | 51.42    | 2.       | 51.44     | srebro  |
| Chad le Clos                                                   | 200 m st. motylkowym      | 1:55.23    | 4.         | 1:54.34  | 3.       | 1:52.96   | złoto   |
| Chad le Clos                                                   | 200 m st. zmiennym        | 1:59.45    | 11.        | 1:58.49  | =7.      | WDR       | WDR     |
| Chad le Clos                                                   | 400 m st. zmiennym        | 4:12.24    | 2.         |          |          | 4:12.42   | 5.      |
| Gideon Louw                                                    | 50 m st. dowolnym         | 22.12      | 11.        | 21.92    | 9.       | NQ        | NQ      |
| Gideon Louw                                                    | 100 m st. dowolnym        | 48.29      | 2.         | 48.44    | =9.      | NQ        | NQ      |
| Graeme Moore                                                   | 100 m st. dowolnym        | 49.29      | 21.        | NQ       | NQ       | NQ        | NQ      |
| Darren Murray                                                  | 100 m st. grzbietowym     | 2:00.01    | 25.        | NQ       | NQ       | NQ        | NQ      |
| Hercules Troyden Prinsloo                                      | 10 km na otwartym akwenie |            |            |          |          | 1:50:52.9 | 12.     |
| Riaan Schoeman                                                 | 400 m st. zmiennym        | 4:17.22    | 19.        |          |          | NQ        | NQ      |
| Roland Mark Schoeman                                           | 50 m st. dowolnym         | 21.92      | 5.         | 21.88    | =7.      | 21.80     | 6.      |
| Darian Townsend                                                | 200 m st. zmiennym        | 2:00.67    | 21.        | NQ       | NQ       | NQ        | NQ      |
| Cameron van der Burgh                                          | 100 m st. klasycznym      | 59.79      | 6.         | 58.83    | 1.       | 58.46     | złoto   |
| Roland Mark Schoeman Darian Townsend Gideon Louw Graeme Moore  | 4 × 100 m st. dowolnym    | 3:13.93    | 7.         |          |          | 3:13.45   | 5.      |
| Darian Townsend Jean Basson Sebastien Rousseau Chad le Clos    | 4 × 200 m st. dowolnym    | 7:11.51    | 7.         |          |          | 7:09.65   | 7.      |
| Charl Crous Cameron van den Burgh Chad le Clos Leith Shankland | 4 × 100 m st. zmiennym    | 3:35.23    | 13.        |          |          | NQ        | NQ      |

Kobiety
| Zawodniczka       | Konkurencja               | Eliminacje | Eliminacje | Półfinał | Półfinał | Finał   | Finał   |
| Zawodniczka       | Konkurencja               | Czas       | Miejsce    | Czas     | Miejsce  | Czas    | Miejsce |
| ----------------- | ------------------------- | ---------- | ---------- | -------- | -------- | ------- | ------- |
| Trudi Maree       | 50 m st. dowolnym         | 25.78      | 36.        | NQ       | NQ       | NQ      | NQ      |
| Kathryn Meaklim   | 200 m st. zmiennym        | 2:15.25    | 24.        | NQ       | NQ       | NQ      | NQ      |
| Kathryn Meaklim   | 400 m st. zmiennym        | 4:43.46    | 16.        |          |          | NQ      | NQ      |
| Karin Prinsloo    | 200 m st. dowolnym        | 1:59.24    | 20.        | NQ       | NQ       | NQ      | NQ      |
| Karin Prinsloo    | 200 m st. grzbietowym     | 2:10.34    | 13.        | 2:11.42  | 16.      | NQ      | NQ      |
| Jessica Roux      | 10 km na otwartym akwenie |            |            |          |          | DNF     | DNF     |
| Wendy Trott       | 400 m st. dowolnym        | 4:11.63    | 22.        |          |          | NQ      | NQ      |
| Wendy Trott       | 800 m st. dowolnym        | 8:28.98    | 12.        |          |          | NQ      | NQ      |
| Suzaan van Biljon | 100 m st. klasycznym      | 1:07.54    | 12.        | 1:07.68  | 11.      | NQ      | NQ      |
| Suzaan van Biljon | 200 m st. klasycznym      | 2:25.94    | 9.         | 2:23.21  | 5.       | 2:23.72 | 7.      |

### Podnoszenie ciężarów
| Zawodnik    | Konkurencja | Rwanie | Rwanie  | Podrzut | Podrzut | Razem | Pozycja |
| Zawodnik    | Konkurencja | Wynik  | Pozycja | Wynik   | Pozycja | Razem | Pozycja |
| ----------- | ----------- | ------ | ------- | ------- | ------- | ----- | ------- |
| Jean Greeff | - 94 kg (m) | 137    | 20.     | 176     | 20.     | 313   | 20.     |

### Siatkówka

#### Siatkówka plażowa
| Zawodnik                        | Konkurencja | Faza grupowa                        | Faza grupowa                            | Faza grupowa                        | Pozycja | 1/8              | Ćwierćfinały     | Półfinały        | Finał            | Finał   |
| Zawodnik                        | Konkurencja | Przeciwnik Wynik                    | Przeciwnik Wynik                        | Przeciwnik Wynik                    | Pozycja | Przeciwnik Wynik | Przeciwnik Wynik | Przeciwnik Wynik | Przeciwnik Wynik | Pozycja |
| ------------------------------- | ----------- | ----------------------------------- | --------------------------------------- | ----------------------------------- | ------- | ---------------- | ---------------- | ---------------- | ---------------- | ------- |
| Freedom Chiya Grant Goldschmidt | Mężczyźni   | Gibb/Rosenthal P 0-2 (10-21, 11-21) | Samoilovs/Sorokins P 0-2 (13-21, 10-21) | Fijałek/Prudel P 0-2 (19-21, 13-21) | 4.      | NQ               | NQ               | NQ               | NQ               | 19.     |

### Strzelectwo
Mężczyźni
| Zawodnik       | Konkurencja   | Kwalifikacje | Kwalifikacje | Finał  | Finał   |
| Zawodnik       | Konkurencja   | Punkty       | Miejsce      | Punkty | Miejsce |
| -------------- | ------------- | ------------ | ------------ | ------ | ------- |
| Alistair Davis | Trap podwójny | 132          | 15.          | NQ     | NQ      |

### Triathlon
| Zawodnik        | Konkurencja | Pływanie (1,5 km) | Zmiana 1 | Jazda na rowerze (40 km) | Zmiana 2 | Bieg (10 km) | Czas    | Pozycja |
| --------------- | ----------- | ----------------- | -------- | ------------------------ | -------- | ------------ | ------- | ------- |
| Richard Murray  | Mężczyźni   | 18:11             | 0:35     | 59:38                    | 0:26     | 30:25        | 1:49:15 | 17.     |
| Kate Roberts    | Kobiety     | 19:23             | 0:40     | 1:07:21                  | 0:34     | 34:48        | 2:02:46 | 22.     |
| Gillian Sanders | Kobiety     | 19:29             | 0:38     | 1:05:31                  | 0:32     | 36:18        | 2:02:28 | 19.     |

### Wioślarstwo
Mężczyźni
| Zawodnicy                                               | Konkurencja                       | Eliminacje | Eliminacje | Repasaże | Repasaże | Ćwierćfinał | Ćwierćfinał | Półfinał | Półfinał | Finał   | Finał  | Miejsce |
| Zawodnicy                                               | Konkurencja                       | Czas       | M.         | Czas     | M.       | Czas        | M.          | Czas     | M.       | Czas    | M.     | Miejsce |
| ------------------------------------------------------- | --------------------------------- | ---------- | ---------- | -------- | -------- | ----------- | ----------- | -------- | -------- | ------- | ------ | ------- |
| Matthew Brittain Sizwe Ndlovu John Smith James Thompson | Czwórka bez sternika wagi lekkiej | 5:54.62    | 2. (P A/B) | BYE      | BYE      | BYE         | BYE         | 6:04.21  | 2. (F A) | 6:02.84 | 1. (A) | złoto   |

Kobiety
| Zawodniczki                  | Konkurencja           | Eliminacje | Eliminacje | Repasaże | Repasaże | Ćwierćfinał | Ćwierćfinał | Półfinał | Półfinał | Finał   | Finał  | Miejsce |
| Zawodniczki                  | Konkurencja           | Czas       | M.         | Czas     | M.       | Czas        | M.          | Czas     | M.       | Czas    | M.     | Miejsce |
| ---------------------------- | --------------------- | ---------- | ---------- | -------- | -------- | ----------- | ----------- | -------- | -------- | ------- | ------ | ------- |
| Lee-Ann Persse Naydene Smith | Dwójka bez sterniczki | 7:14.31    | 4. (R)     | 7:18.96  | 5. (F B) | BYE         | BYE         | BYE      | BYE      | 7:56.40 | 2. (B) | 8.      |

### Żeglarstwo
Mężczyźni
| Zawodnik                  | Konkurencja | Wyścig | Wyścig | Wyścig | Wyścig | Wyścig | Wyścig | Wyścig | Wyścig | Wyścig | Wyścig | Wyścig | Punkty | Finałowa pozycja |
| Zawodnik                  | Konkurencja | 1      | 2      | 3      | 4      | 5      | 6      | 7      | 8      | 9      | 10     | M*     | Punkty | Finałowa pozycja |
| ------------------------- | ----------- | ------ | ------ | ------ | ------ | ------ | ------ | ------ | ------ | ------ | ------ | ------ | ------ | ---------------- |
| Asenathi Jim Roger Hudson | 470         | 18     | 27     | 27     | 20     | 26     | 26     | 13     | 15     | 25     | 24     | –      | 194    | 26.              |